# Saint-Privat-la-Montagne
Saint-Privat-la-Montagne là một xã trong vùng Grand Est, thuộc tỉnh Moselle, quận Metz-Campagne, tổng Marange-Silvange. Tọa độ địa lý của xã là 49° 11' vĩ độ bắc, 06° 02' kinh độ đông. Saint-Privat-la-Montagne nằm trên độ cao trung bình là 334 mét trên mực nước biển, có điểm thấp nhất là 280 mét và điểm cao nhất là 342 mét. Xã có diện tích 5,84 km², dân số vào thời điểm 1999 là 1374 người; mật độ dân số là 235 người/km².

## Thông tin nhân khẩu
| 1962  | 1968  | 1975  | 1982  | 1990  | 1999  |
| ----- | ----- | ----- | ----- | ----- | ----- |
| 1 101 | 1 105 | 1 195 | 1 297 | 1 398 | 1 374 |